# The Cure (album)
Pour les articles homonymes, voir The Cure (homonymie).
Albums de The Cure
Join the Dots
(2004) 4:13 Dream
(2008)
Singles
1. The End of the World
Sortie : 22 juin 2004[7]
2. alt.end
Sortie : 12 octobre 2004 (aux États-Unis seulement)[8]
3. Taking Off
Sortie : 18 octobre 2004[9]

The Cure est le douzième album studio homonyme du groupe The Cure sorti le 29 juin 2004.
Il est marqué par la collaboration avec Ross Robinson, producteur, entre autres, de Slipknot et Limp Bizkit.
C'est le premier album du groupe publié sur un autre label que Fiction Records qu'il a quitté en 2001 pour signer chez Geffen Records. Le disque est également distribué par le label de Ross Robinson, I Am Records.
L'édition limitée offre un DVD bonus intitulé Making The Cure montrant le groupe filmé lors de l'enregistrement de l'album. Les images sont accompagnées par trois titres, dont deux instrumentaux.

## Contexte et enregistrement
Fan de longue date de The Cure, l'un des souhaits les plus chers de Ross Robinson était de produire un album du groupe. Son enthousiasme et sa ténacité envers ce projet ont fini par convaincre Robert Smith.
L'enregistrement de l'album se déroule aux studios Olympic à Londres pendant six semaines au printemps 2004. L'ambition de Robinson était de concevoir « l'album définitif » de The Cure d'où l'idée de l'intituler simplement The Cure. Il instaure une ambiance de travail intense et particulière où les membres du groupe sont invités à parler de choses parfois intimes, à discuter entre eux, à prendre des décisions ensemble, avant d'enregistrer les morceaux dans les conditions du live à la lueur de bougies,. Cela ne va pas sans provoquer, au début, quelques frictions entre Robinson et le claviériste Roger O'Donnell ou le bassiste Simon Gallup qui a bien failli donner un coup de poing au producteur. 
Même s'il est satisfait par la méthode employée par Ross Robinson qui donne un vrai travail de groupe, Robert Smith ne le laisse pas prendre complètement le contrôle de la production, et permet au côté pop de The Cure de s'exprimer sur des chansons comme Before Three, The End of the World, alt.end ou Taking Off, contrebalançant ainsi le son plus austère et rugueux des autres morceaux. « Tant qu'à intituler cet album The Cure, je voulais y inclure chaque partie de ce qu'on fait » déclarera-t-il. 
Il décide aussi d'écarter plusieurs chansons parmi les vingt enregistrées, comme A Boy I Never Knew, au grand dam de Ross Robinson dont c'est la préférée, et sur laquelle Robert Smith pleure.

## Pochette
La pochette de l'album est illustrée par des dessins d'enfants qui ont été réalisés par les nièces et neveux de Robert Smith qui leur avait demandé de lui envoyer des dessins. Le chanteur a déclaré qu'il est impossible de ne pas aimer les dessins d'enfants, car cela déclenche forcément quelque chose en chacun de nous parce qu'on a tous fait ce genre de dessins un jour. Il tenait aussi à ce que l'artwork soit très soigné, compte tenu de la sortie de l'album au format vinyle.

## Liste des titres
Tous les titres ont été écrits par Robert Smith et composés par Perry Bamonte, Jason Cooper, Simon Gallup, Roger O'Donnell, Robert Smith.

### Version CD
| No  | Titre                                                           | Durée |
| --- | --------------------------------------------------------------- | ----- |
| 1.  | Lost                                                            | 4:07  |
| 2.  | Labyrinth                                                       | 5:14  |
| 3.  | Before Three                                                    | 4:40  |
| 4.  | The End of the World                                            | 3:44  |
| 5.  | Anniversary                                                     | 4:22  |
| 6.  | Us or Them                                                      | 4:09  |
| 7.  | alt.end                                                         | 4:30  |
| 8.  | (I Don't Know What's Going) On                                  | 2:57  |
| 9.  | Taking Off                                                      | 3:19  |
| 10. | Never                                                           | 4:04  |
| 11. | The Promise                                                     | 10:21 |
| 12. | Going Nowhere (ne figure pas sur les éditions nord américaines) | 3:28  |

- Note : Les éditions britanniques et japonaises offrent un titre supplémentaire : Truth, Goodness and Beauty en piste 4. L'édition japonaise comprend également la chanson Fake (l'une des faces B du single The End of the World) en piste 8.

### DVD Bonus de l'édition limitée
| 1. | Back On (version instrumentale de Lost)                                        | 4:14  |
| 2. | The Broken Promise (version instrumentale de The Promise)                      | 10:24 |
| 3. | Someone's Coming (version légèrement différente de Truth, Goodness and Beauty) | 4:22  |

### Version double vinyle
| 1. | Lost                       | 4:07 |
| 2. | Labyrinth                  | 5:14 |
| 3. | Before Three               | 4:40 |
| 4. | Truth, Goodness and Beauty | 4:19 |

| 1. | The End of the World                                               | 3:44 |
| 2. | Anniversary                                                        | 4:22 |
| 3. | Us or Them                                                         | 4:09 |
| 4. | Fake (apparaît également en face B du single The End of the World) | 4:41 |

| 1. | alt.end                        | 4:30 |
| 2. | (I Don't Know What's Going) On | 2:57 |
| 3. | Taking Off                     | 3:19 |
| 4. | Never                          | 4:04 |

| 1. | The Promise                                                                | 10:21 |
| 2. | Going Nowhere                                                              | 3:28  |
| 3. | This Morning (apparaît également en face B du single The End of the World) | 7:14  |

## Musiciens
- Robert Smith – chant, guitare
- Simon Gallup – basse
- Perry Bamonte – guitare
- Jason Cooper – batterie
- Roger O'Donnell – claviers

## Classements hebdomadaires
| Classement (2004)                  | Meilleure place |
| ---------------------------------- | --------------- |
| Allemagne (Media Control AG)       | 3               |
| Australie (ARIA)                   | 28              |
| Autriche (Ö3 Austria Top 40)       | 12              |
| Belgique (Flandre Ultratop)        | 7               |
| Belgique (Wallonie Ultratop)       | 4               |
| Danemark (Tracklisten)             | 6               |
| États-Unis (Billboard 200)         | 7               |
| Finlande (Suomen virallinen lista) | 18              |
| France (SNEP)                      | 4               |
| Italie (FIMI)                      | 2               |
| Norvège (VG-lista)                 | 10              |
| Nouvelle-Zélande (RIANZ)           | 32              |
| Pays-Bas (Mega Album Top 100)      | 37              |
| Portugal (AFP)                     | 18              |
| Royaume-Uni (UK Albums Chart)      | 8               |
| Suède (Sverigetopplistan)          | 10              |
| Suisse (Schweizer Hitparade)       | 5               |

## Certification
| Pays              | Certifications | Date       | Unités certifiées |
| ----------------- | -------------- | ---------- | ----------------- |
| Royaume-Uni (BPI) | Argent         | 25/06/2004 | 60 000            |